# ZaloPay
ZaloPay là một nền tảng ví điện tử và hệ thống thanh toán trực tuyến được phát triển bởi Công ty Cổ phần ZION (thành viên của VNG) nhằm triển khai hình thức thanh toán trong ứng dụng và quét mã QR để thanh toán trên các thiết bị di động, cho phép người dùng thực hiện giao dịch bằng điện thoại, máy tính bảng chạy Android và iOS.
Trong nhiều năm (từ 2018 đến 2020) được nhiều kênh giới thiệu là top 5 ví điện tử nên dùng tại Việt Nam.

## Công nghệ
Là một sản phẩm trong hệ sinh thái phần mềm của VNG, người dùng Zalo (một sản phẩm của VNG) có thể sử dụng ZaloPay đơn giản bằng cấp cấp quyền truy cập Zalo cho ZaloPay. Người dùng muốn sử dụng ZaloPay sẽ cần một tài khoản Zalo để kích hoạt dịch vụ.
ZaloPay liên kết được với hầu hết các ngân hàng nội địa của Việt Nam, đồng thời có thể liên kết với các thẻ thanh toán quốc tế (như VISA, Master,...).
ZaloPay sử dụng công nghệ quét QR (tĩnh và động) để thực hiện giao dịch cho nhà bán lẻ. Nó có thể thay thế các giao dịch thông qua chip và PIN hay dải từ của thẻ tín dụng hay thẻ ghi nợ tại các máy thanh toán POS bằng cách cho phép người dùng tải những thông tin này lên ví ZaloPay.
ZaloPay sẽ sử dụng các cách xác thực vật lý ví dụ như vân tay khi có thể. Trên các thiết bị không có nhận dạng vân tay, ZaloPay được kích hoạt bằng mật khẩu gồm 6 số. Khi người dùng thực hiện thanh toán, ZaloPay không gửi số thẻ tín dụng hay ghi nợ thực hiện giao dịch. Thay vào đó nó tạo một số tài khoản ảo đại diện cho thông tin tài khoản người dùng. Dịch vụ giữ bí mật cho thông tin giao dịch của khách hàng, gửi mã bảo mật dùng một lần thay vì chi tiết thẻ hay người dùng.
Người dùng có thể thêm thẻ thanh toán (bao gồm thẻ ghi nợ hoặc thẻ tín dụng) vào dịch vụ bằng điền thủ công thông tin thẻ. Để trả tiền tại thiết bị bán hàng, người dùng sẽ đưa mã QR được thiết bị tự sinh ra vào hệ thống bán hàng hoặc quét mã QR do hệ thống bán hàng tạo ra nhờ vào các API do ZaloPay cung cấp.
Người dùng có thể chọn thanh toán bằng số dư ví (được nạp vào thông qua thẻ ghi nợ) hoặc thanh toán thông qua thẻ thanh toán đã liên kết với ví. Lưu ý: thẻ tín dụng không thể nạp tiền vào ví nhưng vẫn có thể thanh toán các giao dịch.
ZaloPay cung cấp các API thanh toán cho các nhà bán hàng hoặc các dịch vụ bên thứ ba muốn tích hợp vào ứng dụng ZaloPay. Từ ứng dụng ZaloPay, người dùng có thể thanh toán trực tiếp với nhà bán hàng hoặc sử dụng các dịch vụ tích hợp như mua vé xe, vé xem phim hoặc đi xe buýt.
Năm 2019, ZaloPay được bình chọn “Ví điện tử tiêu biểu Việt Nam” do Tạp chí Nhịp Cầu Đầu tư tổ chức với sự tham vấn của Công ty TNHH Ernst&Young Việt Nam.
Ngày 2 tháng 1 năm 2020, ZaloPay chính thức ra mắt loạt tính năng ngay trong ứng dụng chat  Zalo, bao gồm: chuyển tiền cho bạn bè, người thân, gia đình ngay trong khung chat, lì xì trong nhóm chat và tính năng thanh toán.
Sự kiện này đánh dấu một cột mốc quan trọng trong sự hợp tác giữa ZaloPay với nền tảng Zalo, tiếp tục hoàn thiện hệ sinh thái ứng dụng và tiện ích đa dạng, phong phú mà Công ty Cổ phần VNG (VNG) đang cung cấp tới người dùng.

## Các dịch vụ hỗ trợ
Tính đến 23 tháng 3, 2025, ứng dụng ZaloPay được tích hợp với các dịch vụ và được chấp nhận thanh toán tại các đơn vị:
- The Coffee House: chuỗi cửa hàng cafe
- Agoda: dịch vụ đặt phòng
- 123Phim (Tix): dịch vụ đặt vé xem phim
- VETC: dịch vụ thu phí không dừng
- UniPass: thanh toán giao thông công cộng
- Tiki: sàn thương mại điện tử
- Google Play
- Dịch vụ gửi hàng GHN
- Concung.com: chuỗi cửa hàng mẹ & bé
- Fahasa.com
- Rạp chiếu phim CGV, BHD, Galaxy, Lotte, Mega GS
- Domino Pizza
- K+, FPTPLAY
- Chuỗi cửa hàng thuộc hệ thống Golden Gate, Redsun, Hoàng Yến...